# Ellen Mattson
Ellen Mattson é uma escritora e crítica literária sueca.
Nasceu em 1962 na cidade de Uddevalla, e vive em Ljungskile, na província da Bohuslän.
Iniciou a sua carreira literária com o romance Nattvandring (1992), e publicou até agora uns 10 romances, entre os quais Sommarleken (2016) e Tornet och fåglarna (2017). Também escreveu dramas para cena e rádio. Foi galardoada com o Prémio Literário do Svenska Dagbladet (1998), o Prémio de Inverno dos Nove (2009), o Prémio Dobloug (2009), o Prémio Selma Lagerlöf (2011) e o Prémio Gerard Bonnier (2018). 
As suas obras abordam as relações entre as pessoas – por vezes difíceis, a solidão, a vida na natureza – com os seus odores e sons.

## Academia Sueca
Ellen Mattson vai ocupar a cadeira 9 da Academia Sueca, a partir de dezembro de 2019.